# Stuart Margolin
Stuart Margolin (Davenport, Iowa, 1940. január 31. – Staunton, 2022. december 12.) kétszeres Primetime Emmy-díjas amerikai színész, rendező.

## Élete és pályafutása
Iowában született. Testvére Arnold Margolin producerként, televíziós íróként és rendezőként tevékenykedik.
Margolin 1970-ben tűnt ki a Kelly hősei című háborús filmben, Kicsi Joe-t alakítva. 1974-ben a Bosszúvágy című Charles Bronson-filmben is szerepelt, aminek negyedik részében a Kelly hőseiből ismert partnere, Perry Lopez is játszott később. Az 1970-es-80-as években elsősorban sorozatokban és show-műsorokban lépett fel. Ezek közül a The Rockford Files című Emmy-díjas sorozata a legismertebb.
Rendezőként a Magyarországon is vetített Magnum című sorozatban is tevékenykedett.
Háromszor kapott Emmy-díjat: 1979-ben, 1980-ban és 1987-ben.

## Filmográfia

### Film

#### Rendező és író
| Év   | Magyar cím                    | Eredeti cím                | Feladatkör | Feladatkör | Megjegyzések |
| Év   | Magyar cím                    | Eredeti cím                | Rendező    | Író        | Megjegyzések |
| ---- | ----------------------------- | -------------------------- | ---------- | ---------- | ------------ |
| 1979 | Egy férfi, egy nő és egy bank | A Man, a Woman, and a Bank | Nem        | Igen       |              |
| 1988 | Mentősök                      | Paramedics                 | Igen       | Nem        |              |
| 1996 | Mentsük meg a jávorszarvast!  | Salt Water Moose           | Igen       | Nem        |              |
| 1999 | Ahol a grizzlyk élnek         | Grizzly Falls              | Nem        | Sztori     |              |
| 2020 |                               | What the Night Can Do      | Nem        | Igen       | filmproducer |

#### Színész
| Év   | Magyar cím                | Eredeti cím                     | Szerep                              | Magyar hang     |
| ---- | ------------------------- | ------------------------------- | ----------------------------------- | --------------- |
| 1966 |                           | Women of the Prehistoric Planet | főnök                               |                 |
| 1968 |                           | Don't Just Stand There          | Remy                                |                 |
| 1970 |                           | The Gamblers                    | Goldy                               |                 |
| 1970 | Kelly hősei               | Kelly's Heroes                  | Kicsi Joe közlegény                 | Gáspár Sándor   |
| 1972 |                           | Limbo                           | Phil Garrett                        |                 |
| 1973 |                           | The Stone Killer                | Lawrence                            |                 |
| 1974 | Bosszúvágy                | Death Wish                      | Ames Jainchill                      | Lukács Sándor   |
| 1974 | A szerencsejátékos        | The Gambler                     | Cowboy                              |                 |
| 1976 | A nagy busz               | The Big Bus                     | Alex                                | Orosz István    |
| 1976 | Eljövendő világ           | Futureworld                     | Harry                               | Barbinek Péter  |
| 1977 | Hősök                     | Heroes                          | motoros (stáblistán nem szerepel)   |                 |
| 1978 | Mennyei napok             | Days of Heaven                  | dolgozó a malomban                  |                 |
| 1981 |                           | S.O.B.                          | Gary Murdock                        |                 |
| 1983 | Klassz (Én és a te anyád) | Class                           | Balaban                             | Bolla Róbert    |
| 1984 |                           | Running Hot                     | Trent rendőr                        |                 |
| 1986 | Szép kis kalamajka        | A Fine Mess                     | Maurice 'Binky' Drundza             | Szersén Gyula   |
| 1988 | Vasmadarak 2.             | Iron Eagle II                   | Stillmore tábornok                  | Kun Vilmos      |
| 1989 | Búcsúblues                | Bye Bye Blues                   | Slim Godfrey                        |                 |
| 1990 |                           | Deep Sleep                      | Bob                                 |                 |
| 1991 | Feketelistán              | Guilty by Suspicion             | Abe Barron                          | Kárpáti Tibor   |
| 1991 | Feketelistán              | Guilty by Suspicion             | Abe Barron                          | Zöld Csaba      |
| 1992 |                           | Impolite                        | I.M. Penner                         |                 |
| 1997 |                           | The Lay of the Land             | Carmine Ficcone                     |                 |
| 1999 |                           | The Hi-Line                     | Clyde Johnson                       |                 |
| 2006 | Beugratás                 | The Hoax                        | Martin Ackerman                     | Palóczy Frigyes |
| 2012 | Végzetes hazugságok       | Arbitrage                       | Syd Felder                          |                 |
| 2012 |                           | The Discoverers                 | Stanley Birch                       |                 |
| 2016 | Második nekifutás         | The Second Time Around          | Isaac                               |                 |
| 2019 |                           | Sgt. Will Gardner               | Mr. Glenn (stáblistán nem szerepel) |                 |
| 2020 |                           | What the Night Can Do           | Hugh Dryer                          |                 |

### Televízió

#### Színész
| Év        | Magyar cím                        | Eredeti cím                  | Szerep                                                    | Megjegyzések                                           |
| --------- | --------------------------------- | ---------------------------- | --------------------------------------------------------- | ------------------------------------------------------ |
| 1961–1962 |                                   | The Gertrude Berg Show       | Lester Wexler                                             | 3 epizód                                               |
| 1963–1964 |                                   | Channing                     | Bob Brodie / Blumenthal                                   | 2 epizód                                               |
| 1965–1974 |                                   | Gunsmoke                     | seriff / John Mophet / Brownie                            | 3 epizód                                               |
| 1966–1967 |                                   | Occasional Wife              | Bernie                                                    | 3 epizód                                               |
| 1968–1969 |                                   | That Girl                    | Talley / Leonard Stanley / Dr. Phillip L. Priddy          | 3 epizód                                               |
| 1968–1969 |                                   | It Takes a Thief             | börtönkáplán / Dimitri Stavro / Sagalis                   | 3 epizód                                               |
| 1969–1973 |                                   | Love, American Style         | több szerep                                               | 29 epizód                                              |
| 1970      |                                   | My World and Welcome to It   | Arthur Charles                                            | 2 epizód                                               |
| 1970–1972 |                                   | The Partridge Family         | Hank / Snake                                              | 2 epizód                                               |
| 1971–1972 |                                   | Nichols                      | Mitch                                                     | 24 epizód                                              |
| 1972-1974 | M.A.S.H.                          | M.A.S.H.                     | Phillip Sherman százados / Stanley 'Stosh' Robbins őrnagy | 2 epizód                                               |
| 1974      | A kaliforniai kölyök              | The California Kid           | seriffhelyettes                                           | - tévéfilm - magyar hangja: - Nagyidai István          |
| 1974–1979 | Rockford nyomoz                   | The Rockford Files           | Teeta Skerritt / Angel Martin                             | - 37 epizód - magyar hangja (Martin): - Salinger Gábor |
| 1975–1976 |                                   | Rhoda                        | Dr. Arthur Alborn                                         | 2 epizód                                               |
| 1981–1982 |                                   | Bret Maverick                | Philo Sandeen                                             | epizód                                                 |
| 1983      | Magnum                            | Magnum                       | Rod Crysler                                               | - 1 epizód - magyar hangja: - Csurka László            |
| 1985      | Zsarublues                        | Hill Street Blues            | Andy Sedita                                               | 2 epizód                                               |
| 1985      | A veszélyes öböl                  | Danger Bay                   | Amos Perry                                                | 1 epizód                                               |
| 1990–1992 |                                   | Mom P.I.                     | Bernie Fox                                                | 7 epizód                                               |
| 1992      | Ray Bradbury színháza             | The Ray Bradbury Theater     | Vincent                                                   | 1 epizód                                               |
| 1992      | Irány a nagyi                     | To Grandmother's House We Go | Gremp nyomozó                                             | - tévéfilm - magyar hangja: - Harsányi Gábor           |
| 1993      | Majomház                          | Monkey House                 | George Anderson                                           | 1 epizód                                               |
| 1997–2000 | Angyali érintés                   | Touched by an Angel          | Ray Bishop / Stuart Deane                                 | 2 epizód                                               |
| 1998      | Az ígéret földje                  | Promised Land                | Rudy Patois                                               | 1 epizód                                               |
| 1999–2000 |                                   | Beggars and Choosers         | Kendall Gifford                                           | 4 epizód                                               |
| 2000      | Országutak őrangyala              | 18 Wheels of Justice         | Marvin Tate                                               | 1 epizód                                               |
| 2000–2001 |                                   | These Arms of Mine           | Miles Rankin                                              | 3 epizód                                               |
| 2001      | A halottkém                       | Da Vinci's Inquest           | Felix Reynard                                             | 1 epizód                                               |
| 2001      | Halálos hullámhossz               | Strange Frequency            | ismeretlen szerep                                         | 1 epizód                                               |
| 2002      | Az ördög lelkén szárad            | I Was a Teenage Faust        | Mephisto                                                  | tévéfilm                                               |
| 2002–2004 |                                   | Tom Stone                    | Jack Welsh                                                | 26 epizód                                              |
| 2006      | Hírszerzők                        | Intelligence                 | Flanagan                                                  | 3 epizód                                               |
| 2009      | A stúdió                          | 30 Rock                      | Fred                                                      | 1 epizód                                               |
| 2011      | Szólíts Fitznek!                  | Call Me Fitz                 | Nicky Fibronsky                                           | 1 epizód                                               |
| 2013      | Doyle és Doyle – Ketten bevetésen | Republic of Doyle            | Stanley Westcott                                          | 1 epizód                                               |
| 2014      | NCIS                              | NCIS                         | Felix Betts                                               | 1 epizód                                               |
| 2018      | X-akták                           | The X-Files                  | Dr. They                                                  | 1 epizód (A verejték elveszett művészete)              |